# Condor (Fahrgeschäft)
Condor (auch Ikarus) ist die Bezeichnung eines Fahrgeschäfts, das seit 1984 von der HUSS Maschinenfabrik GmbH & Co. KG, sowohl in einer stationären als auch in einer transportablen Ausführung entwickelt und gebaut wurde sowie mittlerweile von der Bremer Firma Huss Park Attractions in einer neueren stationären Parkausführung weitervertrieben wird.

## Aufbau
An einen 34 Meter hohen Turm ist ein auf- und abfahrbarer Drehkranz befestigt, der sich zusätzlich drehen lässt. An diesem Drehkranz befinden sich 4 Ausleger, an deren Enden je ein Kreiselkörper befestigt ist, der sich entgegengesetzt zur Fahrtrichtung dreht. An diesen Kreiselkörpern sind stabile Rahmenkonstruktionen montiert, die zur Aufhängung der je sieben schwenkbaren Fahrgastkabinen dienen. Insgesamt finden so maximal 56 Personen in 28 Fahrgastkabinen Platz. Die erste Anlage des Condor ging 1984 unter dem Namen „Cyclo Tower“ auf der Weltausstellung "Louisiana World Exposition" in New Orleans in Betrieb. Noch im selben Jahr wurde das erste Exemplar für den deutschen Markt an die Stuttgarter Schaustellerin Juliane Schmidt ausgeliefert.

## Fahrweise
Der große Drehkranz am Mast und die Kreiselkörper am Ende der Stahlarme können sich in einer Richtung mit unterschiedlicher Geschwindigkeit, die individuell eingestellt werden kann, drehen. Während der Fahrt wird die gesamte Konstruktion, die sich um den Mast dreht, auf über 30 Meter in die Höhe gezogen. Auf der Fahrt nach oben bzw. unten und dem Zeitraum, wo man sich auf über 30 Meter befindet, drehen sich die Ausleger und die Kreiselkörper mit wechselnden Geschwindigkeiten, was zu einem Ausschwingen der Fahrgastkabinen und einem abwechslungsreichen Fahrablauf führt.

## Condor 2G/2GH
Im April 2013 kündigte die Firma Huss Park Attractions eine neuere Version des bekannten Fahrgeschäfts Condor an, den „Condor 2-G“ (2nd Generation). Im Vergleich zu dem ursprünglichen Condor aus der ersten Generation besitzt der neue Condor ein vollständig erneuertes und verbessertes Design und ist in zwei Variationen erhältlich: Als „Condor 2G“ mit 28 klassischen Gondeln, in denen jeweils 2 Personen mitfahren können, sowie als „Condor 2GH“ (2nd Generation Hybrid), der zur Hälfte aus 14 klassischen Gondeln und 28 Suspended-Gondeln besteht, so dass bei beiden neuen Condor-Varianten bis zu 56 Personen pro Fahrt mitfahren können. Darüber hinaus wird der neue Condor mit Leuchtdioden statt der herkömmlichen Kappenbirnen beleuchtet und ist mit zusätzlichen Sicherheitsgurten ausgestattet. Der erste „Condor 2GH“ wurde im Mai 2016 unter dem Namen „Fatamorgana“ im Kopenhagener Freizeitpark Tivoli in Dänemark eröffnet.

## Stationäre Anlagen in Freizeitparks
| Name            | Model      | Freizeitpark                    | Land                   | Öffnungsjahr | Status     |
| --------------- | ---------- | ------------------------------- | ---------------------- | ------------ | ---------- |
| Atlantis        | Condor     | Wunderland Kalkar               | Deutschland            | 2015         | In Betrieb |
| Bounty Tower    | Condor     | Holiday Park                    | Deutschland            | 1994–2014    | entfernt   |
| Condor          | Condor     | Six Flags Great America         | Vereinigte Staaten     | 1991         | In Betrieb |
| Condor          | Condor     | Six Flags St. Louis             | Vereinigte Staaten     | 1988–1990    | entfernt   |
| Condor          | Condor     | Bobbejaanland                   | Belgien                | 1986–1997    | entfernt   |
| Condor          | Condor 2G  | Happy Valley (Beijing)          | Volksrepublik China    | 2014         | In Betrieb |
| Condor          | Condor     | La Ronde                        | Kanada                 | 1990         | In Betrieb |
| Condor          | Condor     | Morey’s Piers                   | Vereinigte Staaten     | 1988–2011    | entfernt   |
| Condor          | Condor 2G  | Sun Tzu Cultural Park           | Volksrepublik China    | 2018         | In Betrieb |
| Condor          | Condor     | Heide Park Resort               | Deutschland            | 1990–2008    | entfernt   |
| Condor          | Condor     | Miragica                        | Italien                | 2012         | In Betrieb |
| Condor          | Condor     | Six Flags Great Adventure       | Vereinigte Staaten     | 1988–1990    | entfernt   |
| Condor          | Condor     | Phantasialand                   | Deutschland            | 1986–2006    | entfernt   |
| Condor          | Condor     | Europark Idroscola              | Italien                | 2009         | In Betrieb |
| Condor          | Condor     | Dream Park                      | Ägypten                | 1995         | In Betrieb |
| Cóndor          | Condor     | La Feria Chapultepec Mágico     | Mexiko                 | 2002         | In Betrieb |
| Drachenflug     | Condor     | Sea Life Abenteuer Park         | Deutschland            | 2000–2003    | entfernt   |
| Drachenflug     | Condor     | Belantis Vergnügungspark        | Deutschland            | 2004         | In Betrieb |
| Falcon's Flight | Condor     | Worlds of Fun                   | Vereinigte Staaten     | 2017         | In Betrieb |
| Fatamorgana     | Condor 2GH | Tivoli Gardens                  | Dänemark               | 2016         | In Betrieb |
| Flying Falcon   | Condor     | Hersheypark                     | Vereinigte Staaten     | 1990–2016    | entfernt   |
| Giant Condor    | Condor     | M&Ds Theme Park                 | Vereinigtes Königreich | 2015         | In Betrieb |
| Hökfärden       | Condor     | Liseberg                        | Schweden               | 1985–1990    | entfernt   |
| Ikarus          | Condor     | Gardaland                       | Italien                | 1989–2011    | entfernt   |
| Ikarus          | Condor     | Freizeit-Land Geiselwind        | Deutschland            | 1994         | In Betrieb |
| Ikarus          | Condor     | Vidámpark                       | Ungarn                 | 1999–2013    | entfernt   |
| Ikarus          | Condor     | Fantasilandia                   | Chile                  | 2011         | In Betrieb |
| Le Condor       | Condor     | Luna Park Fréjus                | Frankreich             | 2007–2008    | entfernt   |
| Lossepladsen    | Condor     | BonBon-Land                     | Dänemark               | 2000         | In Betrieb |
| Rotor           | Condor     | Parque de Atracciones de Madrid | Spanien                | 1989         | In Betrieb |
| Senga           | Condor     | Serengeti Park                  | Deutschland            | 1995         | entfernt   |
| Sky Hawk        | Condor     | Marineland of Canada            | Kanada                 | 1989         | In Betrieb |
| Sky Twister     | Condor     | Skyline Park                    | Deutschland            | 2009         | In Betrieb |
| Taifun          | Condor     | Tykkimaki Amusement Park        | Finnland               | 1986         | In Betrieb |
| The Condor      | Condor     | Six Flags Great Escape          | Vereinigte Staaten     | 1989         | In Betrieb |
| The Eagle       | Condor     | Attractiepark Slagharen         | Niederlande            | 1998         | In Betrieb |